# スープ
スープ（仏: soupe、英: soup、独: Suppe）は、肉や野菜、魚介類などを煮込んだ水分の多い料理。
広義には、日本で汁（）や汁物（）とする料理、または羹（）や吸物（）とする料理等、および料理の構成要素である出汁（）やつゆなどを含めるが、狭義には欧風の汁物料理を指して言う。漢字では数夫、肉汁などと書かれた。スープは本質的にソースと共通する部分が多いが、風味の濃縮度がやや低く、単体で食べる点が異なる。

## 狭義のスープとその歴史
狭義には語源となった欧州料理のものを指す。元来はパンに肉や野菜を煮込んだ鍋物の出汁と具、あるいはワインやシードルといった果実酒をかけてふやかした粥状の料理を指した。

### 歴史
先史時代に調理用の土鍋が発明された時からスープの歴史は始まったと言われる。紀元前の古代ギリシアのスパルタにおいては、豚肉や豚の血を煮込んだ「メラス・ゾーモス」（通称・ブラックスープ）が食されていた。5世紀の古代ローマの料理書『アピキウスの料理帖』には、富裕層向けの香辛料やハーブを使った数種類のスープが記載されている。
中世に入るとブイヨン（bouillon 英語ではブロスと呼ぶ）が文献に登場し始める。この当時のブイヨンは「肉を煮た後の煮汁」を指し、現代のものよりとろみがあったと思われる。リチャード2世治下のイギリスで書かれた最古の料理書『料理集（Forme of Cury）』（1390年）には「ネズミイルカのブロス」や「ノロジカのブロス」など、スープに近い形の料理が採録されている。ドイツ最古の料理書『よき料理の書』（1345年）にも豆やガチョウのスープのレシピがある。
15世紀になると、とろみのある濃い煮汁はポタージュ（potage）と呼ばれるようになる。当時のpotageはpot（ポ、鍋の意）の派生語で「鍋の中に入っているもの」という意味だった。イギリスではポタージュは「複数の材料から作る料理から出た煮汁」を指し、この語からポリッジ（Porridge 穀物粥）の概念が分化した。
同時期にフランスではソップ（sop）が文献に現れる。ラテン語のスッパーレ（suppare 浸す）が語源であり、本来的な意味では「煮汁に添えるパン」を指した。
英語のsoup（スープ）、フランス語のsoupe（スプ）、ドイツ語のSuppe（ズッペ）、スペイン語やポルトガル語のSopa（ソパ）といった欧州圏の同系統の料理は、鍋物の煮汁、すなわちブイヨンや果実酒に浸して食べるためのパン切れの意味で12世紀ごろから用いられ始め、14世紀になってパンに煮汁をかけてふやかした、パン入りのブイヨンを指すように変化していった。
17世紀以降に、中・上流階級の者に供される食事が洗練されてくると、素材の味がたっぷり溶け出したブイヨンそのものが重視される傾向が生じた。極端なものではコンソメのようにほとんど純粋なブイヨンにまで洗練されて、主役の一方であったパンはクルトンのような浮き身にまで痕跡化するに至った。また、パンに相当するデンプン質の食材を裏ごししたり、ベシャメルソースにして完全に流動化させるクリームスープなどのようなものも多い。もともとフランスでは本来はパンにかけるような鍋物を、ブイヨンを独立して飲み、また改めて軟らかくなった具を食べる独立した料理として扱う場合には、火にかけた鍋を意味するポトフと呼んだ。
フランス料理では18世紀になると、このブイヨンの部分が肥大していった洗練されたスープを、郷土料理の伝統的スープと区別して、改めて鍋物を意味するポタージュの名で呼ぶようになっていった。
一方、イギリスの料理書では、はっきりと区別されずポタージュとスープの両方の語が使われてきたが、やがて語感からポタージュはフランス料理起源らしいという考えが優勢となり、フランス料理的な含みを持たせたスープはポタージュと呼ぶ、という使い分けがなされるようになった。
アンシャン・レジームの時代、体調を「回復させる（restaurer）」料理として富裕層を対象にしたレストランと呼ばれる濃いコンソメを使ったスープ料理を商う店が現れ始め、それが後の飲食業としてのレストランの起源となった。

### スープとパンの関係
中世のヨーロッパでは、パンは伝統的には食事のたびに焼きたてのものを供するのではなく、時をおいて村の共同のパン焼き窯でまとめ焼きした大きなものを時間をかけて食いつなぐものであった。そのため焼いてから時間のたったものは硬くなっていたし、そもそも寒冷でやせた土地の多いヨーロッパの多くの土地では柔らかいふわふわした白いパンを焼ける小麦の栽培は困難で、ライムギやエンバクの栽培が主体であったため、それらを素材としたもともと硬い黒パンを常食とした土地が大半であった。
そうした大きな硬いパンはそのまま切って食べることは少なかった。通常食事に際して肉、特に豚肉を保存食に加工したハム、ベーコン、ソーセージといったものなどと、季節の野菜を鍋でやわらかく煮込み、汁の部分に味がよく溶け出した鍋物をつくり、家長がパンをナイフで切り分けて家族に配り、それを各自がむしったものを入れた皿に主婦が汁を注いでふやかし、さらに軟らかく煮えた具を載せて食べた。実はワインやシードルといった果実酒も、古くはこうした硬くなったパンをふやかして食べやすくする意味が大きく、そうした用途のための果汁を、アルコール発酵によって保存食にした性格を有したのである。スプーンが普及する以前の時代には、厚く切ったパンを各自の食卓におき、食器の代わりにその上にこのような汁と具をかけてふやけたものを手でむしって食べたともいわれる。
現在でも欧米でスープ、あるいはポタージュと呼ばれる料理には元来のふやかしたパンの痕跡であるクルトンやパスタなどの浮き身や、裏ごしした穀類、豆類、ジャガイモなどに起源するデンプン質の素材が入っていることが多い。日本では汁物が主食に付随する飲むものと認識されているのとは対照的に、欧米では量の少ない軽めのスープが主菜の前に供されることが多く、ボリュームのあるスープは（軽い食事では特に）それ自体が主菜級の食べものとなりうる。なお、英語・ドイツ語・フランス語ではスープを「飲む」（drink/trinken/boire）ではなく「食べる」（eat/essen/manger）と言う。また、英語のsupper（軽い夕食）と同語源である。この点からもスープは「食べる」ものであったことが窺える。

### スープの意味の拡大
ヨーロッパのスープが出汁の部分を主役とする料理に変質していったため、今日では一般的には非欧州圏の汁物料理や、欧州圏でもふやかしたパンとの結びつきの薄い汁物料理全般をスープに分類することも多くなっている。例えば日本の味噌汁はパンとの結びつきはないが、英語ではMiso soupと呼ばれている。あえてスープの原型に相当するものを日本料理に求めようとすれば、雑炊や雑煮が類似している。また、欧米でも本来はスープというよりも魚介のポトフといったほうがいいブイヤベースが、今日ではスープとみなされているのが通例である。
アジアの汁の多い麺料理は、西洋ではしばしば「麺の入ったスープ」（例：英語のnoodle soup）と認識されている。

### 文化と健康
ヨーロッパでは古代ギリシア以来、医食同源的な考え方があり、中世から近世にかけてはスープは医者が処方する薬の一種でもあった。今日でも病気の回復期には、口当たりが良い栄養価のある食事としてスープや粥が用いられる。
また、災害や貧困などの炊き出しで一時に大勢の人間の食を賄う場合、真っ先に作られる料理の一つがスープである。スープには栄養価以外にも、鎮静と癒やしの効果があると昔から考えられてきた。
野菜が豊富なスープは、体を温め、一日により多くの栄養素を摂取するのを助けることができる。多くのスープはカロリーが低く、滑らかなスープを食べた人は、しっかりした食事を食べた人よりも実際に長い間満腹感を感じる。

## 料理の構成要素としてのスープ
料理にうま味を加えるための液体、例えばラーメンなど麺類のだし、およびだしを塩など調味料で味付けしたつゆの事も、それぞれスープと呼ぶ。牛肉、豚肉などの肉類、鶏がら、もみじ、豚骨などの骨、煮干し、あご、干しエビ、貝柱などの魚介類やその干物、タマネギ、ニンジンなどの野菜、昆布などの海藻、シイタケなどのキノコなど、用途や風土に応じてさまざまな食材を使って作るものがある。
スープには食材のエキスやアミノ酸、核酸などの栄養成分やうま味成分を多く含むものが多いため、比喩的にエキスが豊富に含まれているような状態を指す場合もある（アミノ酸のスープ等）。

## 様々なスープ料理
日本料理のスープ料理には、汁物と吸物がある。飯と共に飲食するものが汁物、酒と共に飲食するものが吸物である。その他、雑煮や蕎麦やうどんなどがある。蕎麦やうどんでのスープであるつゆは、量が多かったり味が濃かったりするため、残してもマナー上問題ない。
和食以外に様々な外国料理の影響を受けた戦後の日本では、多様なスープが各家庭や料理研究家、食品メーカー、飲食店により考案されている。北海道札幌市発祥のスープカレーや、長崎市発で魚介類を使う「長崎そっぷ」（“そっぷ”は江戸時代に長崎・出島に商館を置いていたオランダの言葉でスープの意で相撲用語として現代にも残っている）のように、ご当地グルメとなった例もある。
汁物料理を中国語では湯（タン、tāng）と書き、朝鮮語でも同様にタン（탕）と呼んでいる。ただし、中国語ではとろみのある汁物は羹（ゴン、gēng。台湾では焿とも）という。また、長時間煮込むか蒸して作る汁物は、その料理法から燉（トン、dùn）、すまし汁はその料理法から汆（ツアン、cuàn）という字を素材の前に付けて呼ぶ事が多い。また、茶碗蒸しの器に似た容器に入れて蒸すスープや食材をそれに見立てたものは、容器の名から盅（ジョン、zhōng）という字を素材の後に付けて呼ぶ事が多い。
北欧の各国にはデザートと紙一重の存在とも言える果物を使った甘いスープがあり、ブルガリアのタラトールやスペインのアホ・ブランコなどは限りなくサラダに近い。
地中海沿岸のイタリア、フランスには魚介類を入れたスープがあり、ハンガリーにはグヤーシュがあるなど、各国にその特産や風土を生かした名物料理がある。

## 代表的なスープ
- 味噌汁（日本）
- 吸物（日本）
- 粕汁（日本）
- 雑煮（日本）
- 潮汁（日本）
- 豚汁（日本）
- 三平汁（日本）
- けんちん汁 （日本）
- のっぺい汁 （日本）
- 山羊汁 （日本・沖縄県）
- アーサ汁 （日本・沖縄県）
- イナムドゥチ （日本・沖縄県）
- 中身汁 （日本・沖縄県）
- 骨汁 （日本・沖縄県）
- オハウ（日本・北海道）
- ヴィシソワーズ（アメリカ）
- チャウダー、クラムチャウダー（アメリカ）
- チキンスープ（アメリカ他）
- チリコンカーン（アメリカ）
- ガンボ （アメリカ）
- ウミガメのスープ（アメリカ他）
- オニオンスープ（ヨーロッパ）
  - ツヴィーベル・ズッペ（ドイツ）
- アイントプフ（ドイツ）
- グーラッシュ（ドイツ、オーストリア）
- ブイヤベース（フランス）
- グヤーシュ（ハンガリー）
- ハラースレー（ハンガリー）

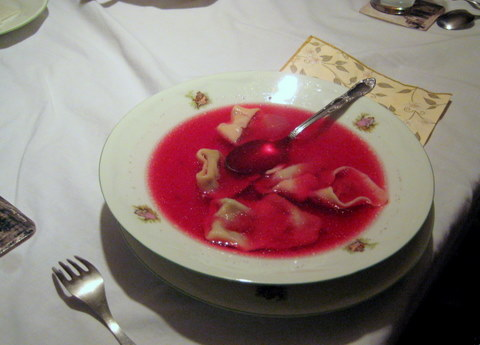
ボルシチ（ポーランド式ラビオリ「ウシュカ」入りの「赤ボルシチ」） ポーランド料理 赤ボルシチはフランスのコンソメ同様ブイヨン（ポ語：ロスウ）にこだわったスープで、宴会などの食事の際に前菜のあとに味わう。このほかに小麦を発酵させた味噌で作る味噌汁「白ボルシチ」があるが、単に「ボルシチ」と言えば一般的にはこの「赤ボルシチ」を指す

- トルテッリーニ・イン・ブロード（イタリア・エミリア=ロマーニャ州）
- パッサテッリ・イン・ブロード（イタリア・エミリア=ロマーニャ州）
- ミネストローネ（イタリア全土）
- リボッリータ（イタリア・トスカーナ州）
- パッパ・アル・ポモドーロ（イタリア・トスカーナ州）
- ガスパチョ（スペイン）
- ソパ・デ・アホ（スペイン）
- ソパ・デ・ペドラ（ポルトガル）
- フォンデュ（スイス）
- ボルシチ（ウクライナ及び東スラヴ語群圏）
- シチー（ロシア及び東スラヴ語群圏）
- ウハー（ロシア及び東スラヴ語群圏）
- オクローシカ（ロシア）
- パツァス（ギリシャ）
- イシュケンベ　（トルコ、バルカン半島）
- フェジョアーダ（ブラジル、ポルトガル、東ティモール、アンゴラなど）
- サムゲタン（朝鮮半島）
- ポシンタン（朝鮮半島）
- ソルロンタン（朝鮮半島）
- カムジャタン（朝鮮半島）
- かき玉汁（日本、中国など各国）
- コーンスープ（各国）
  - 玉米羹 粟米羹とも、中華料理（中国）
- 酸辣湯 中華料理（中国）
- 佛跳牆 中華料理（中国・福建省）
- 煨湯 中華料理（中国・江西省）
- 蛇羹 中華料理（中国・広東省）
- 花枝焿 中華料理（台湾）
- カインチュア　(ベトナム)
- ソムロームチュー　(カンボジア)
- トムヤムクン　(タイ)
- ソト（インドネシア、シンガポール）
  - ソトアヤム (インドネシア、シンガポール)
- 肉骨茶 (マレーシア)
- サンバール (インド)
- アブグーシュト (イラン)
- アヒアコ  (コロンビア)

## ギャラリー

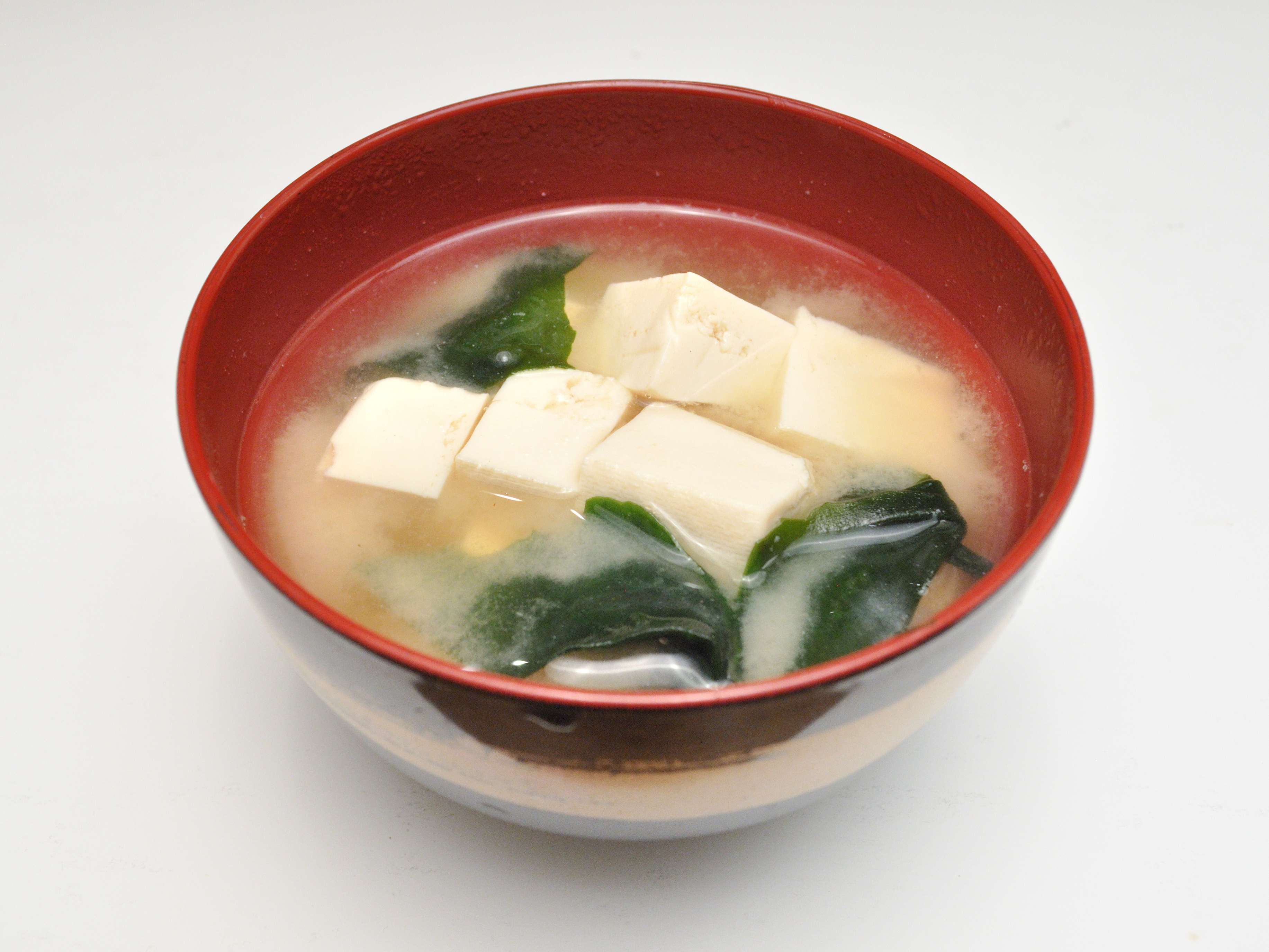
味噌汁 日本料理
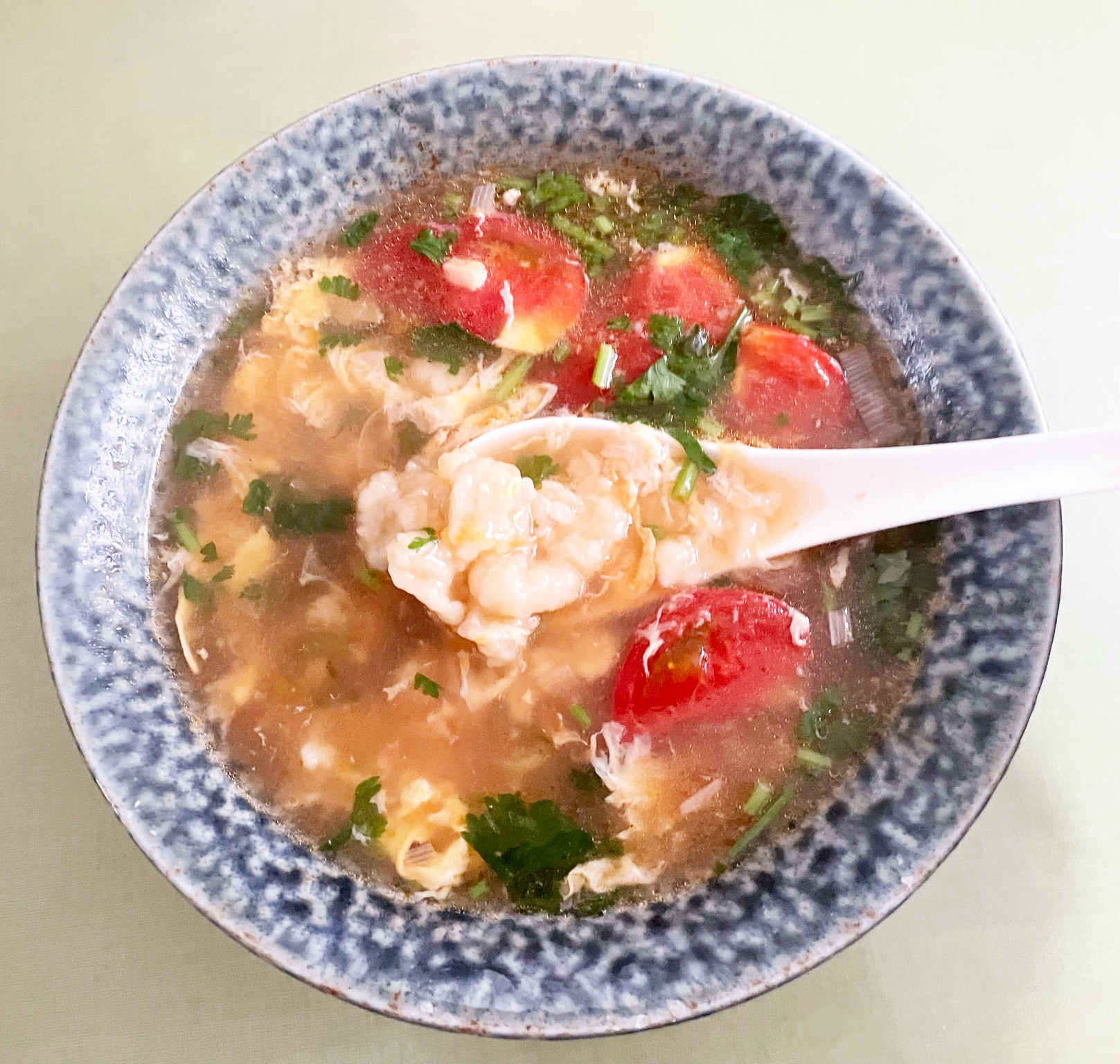
疙瘩湯(ガタタン) 中国料理
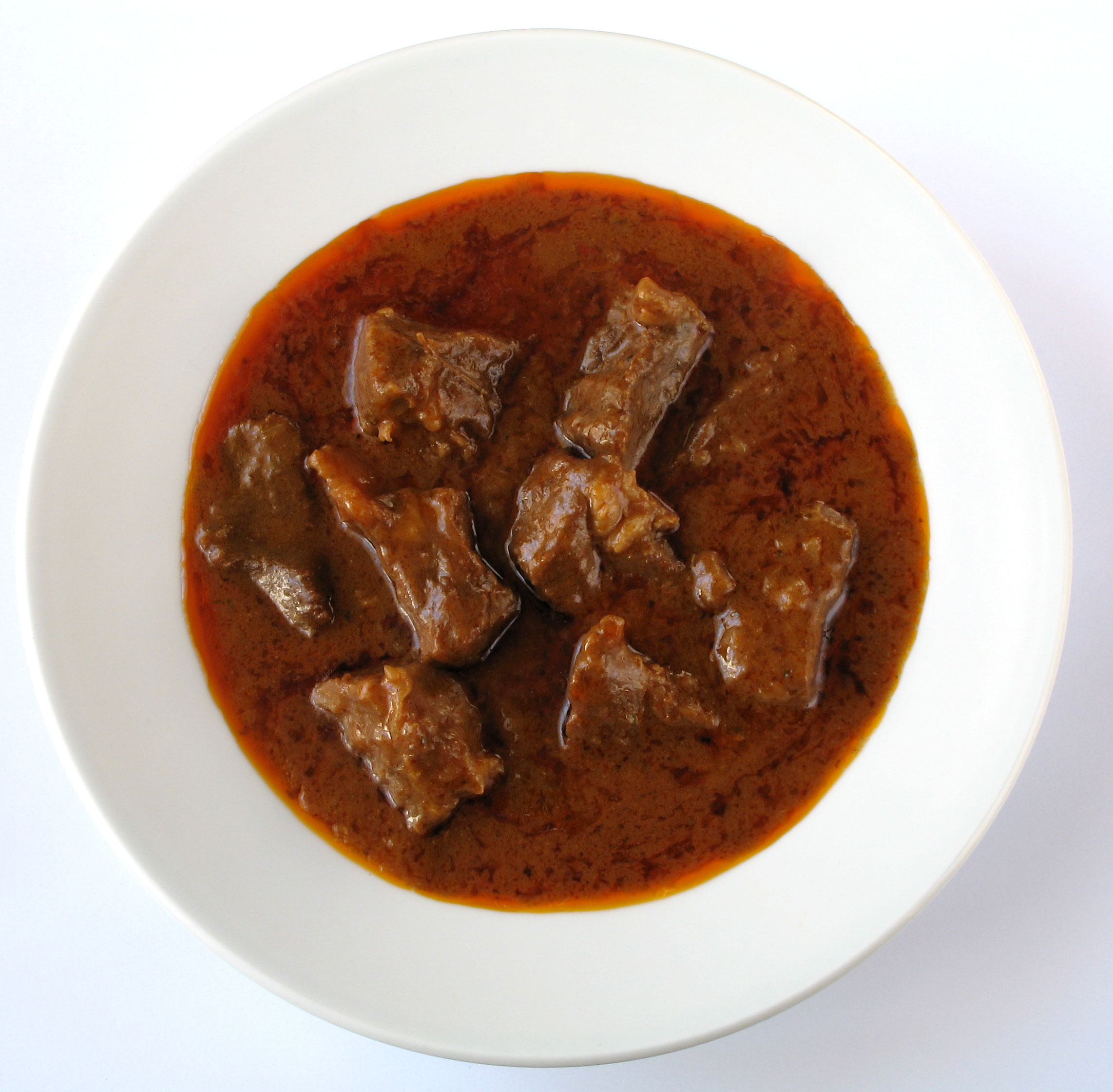
グーラッシュ ハンガリー料理 ドイツ、オーストリア、ポーランド、チェコ、スロバキアなどでも定着している
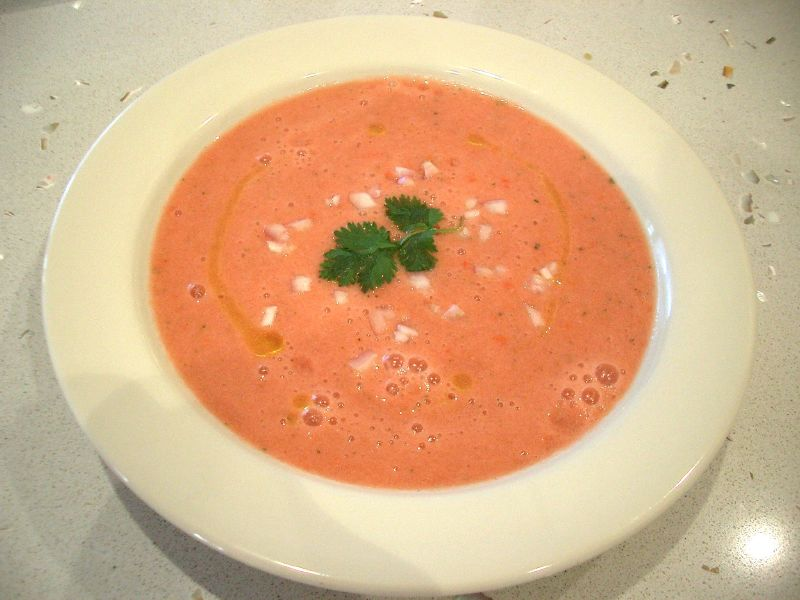
ガスパチョ スペイン料理
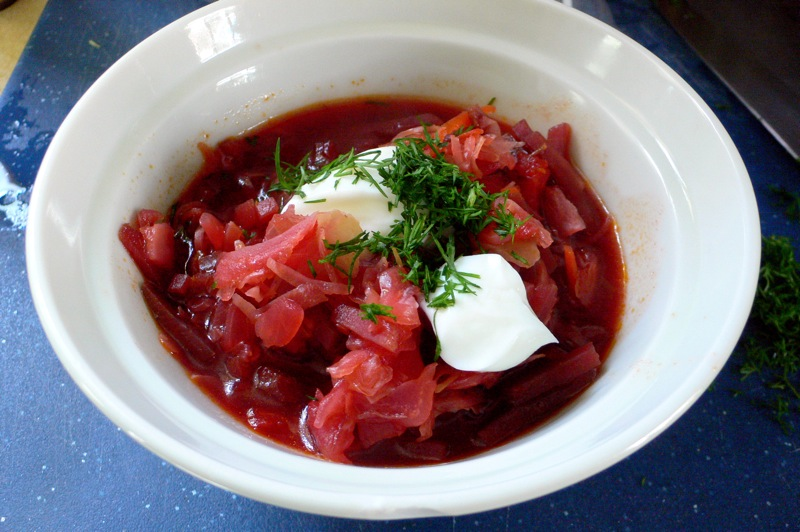
ボルシチ ウクライナ料理、ロシア料理 ボルシチは食事のメインとして具を食べる
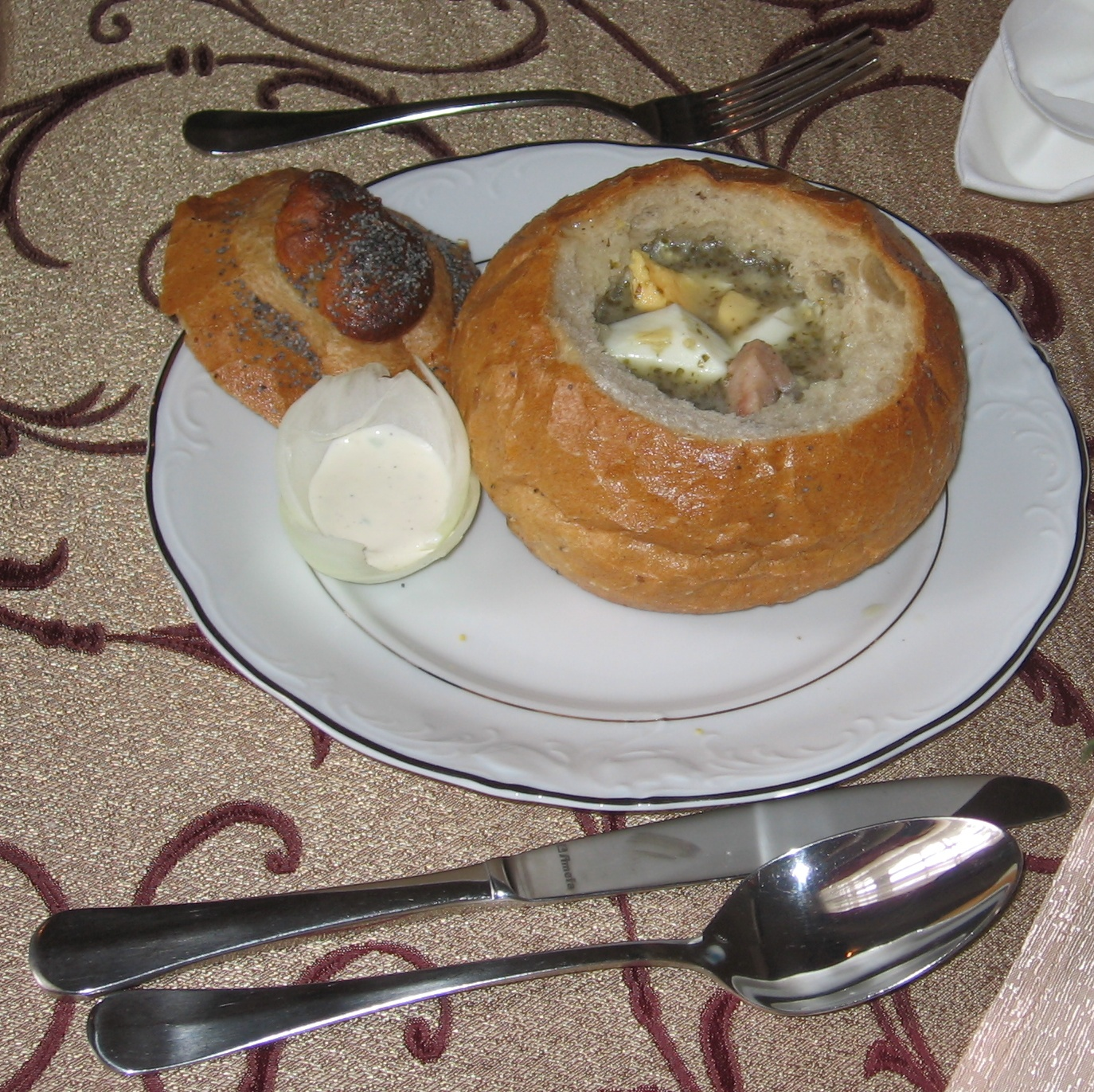
ジュレック（ポーランド語版） ポーランド料理 ライ麦を発酵させた液体味噌（ジュル）とスモークソーセージで作る、一種の味噌汁（小麦の味噌で作る「白バルシチ」とは区別される）
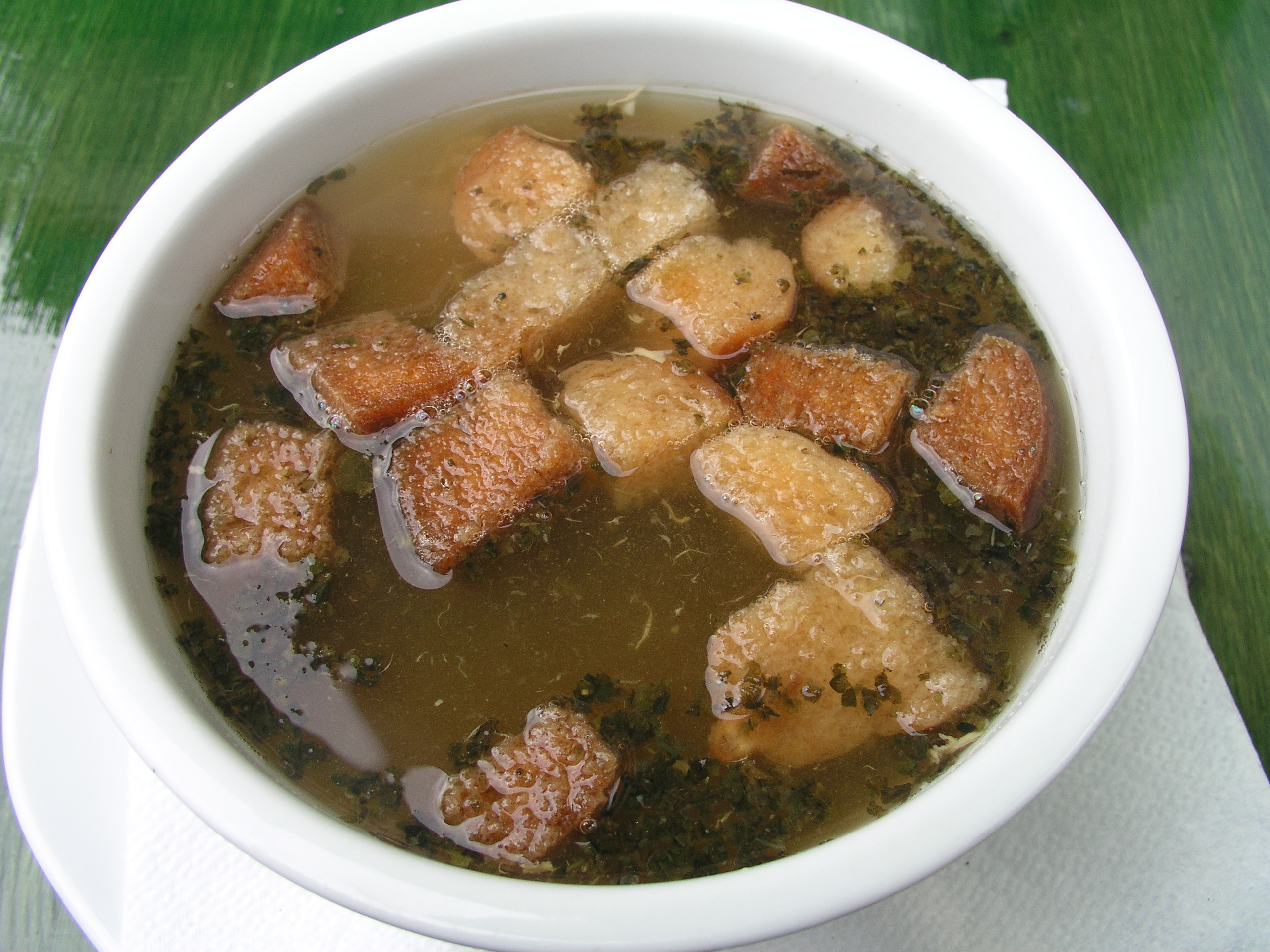
チェスネチュカ（英語版） チェコのニンニクスープ
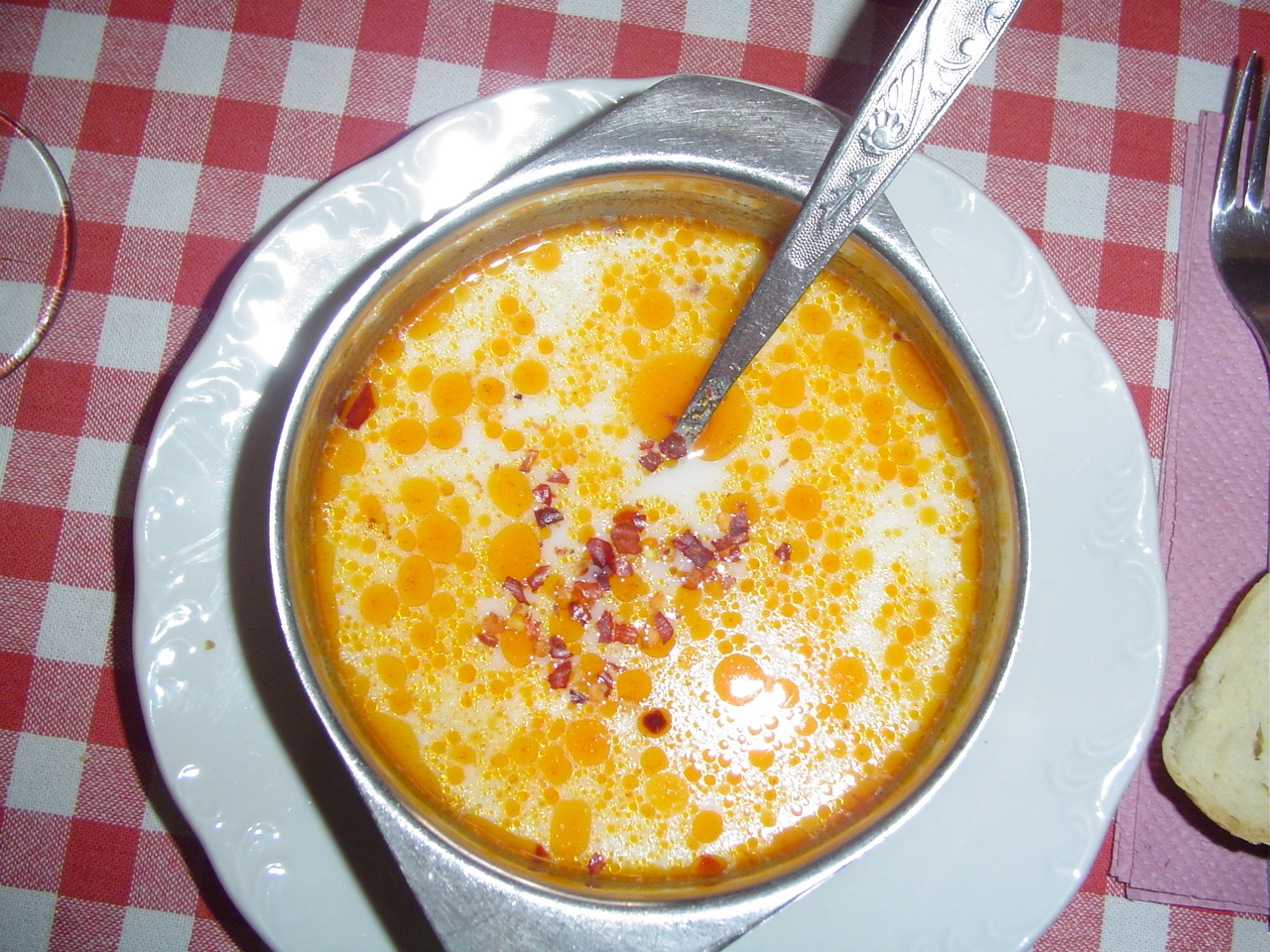
シュケンベ・チョルバ ブルガリア料理
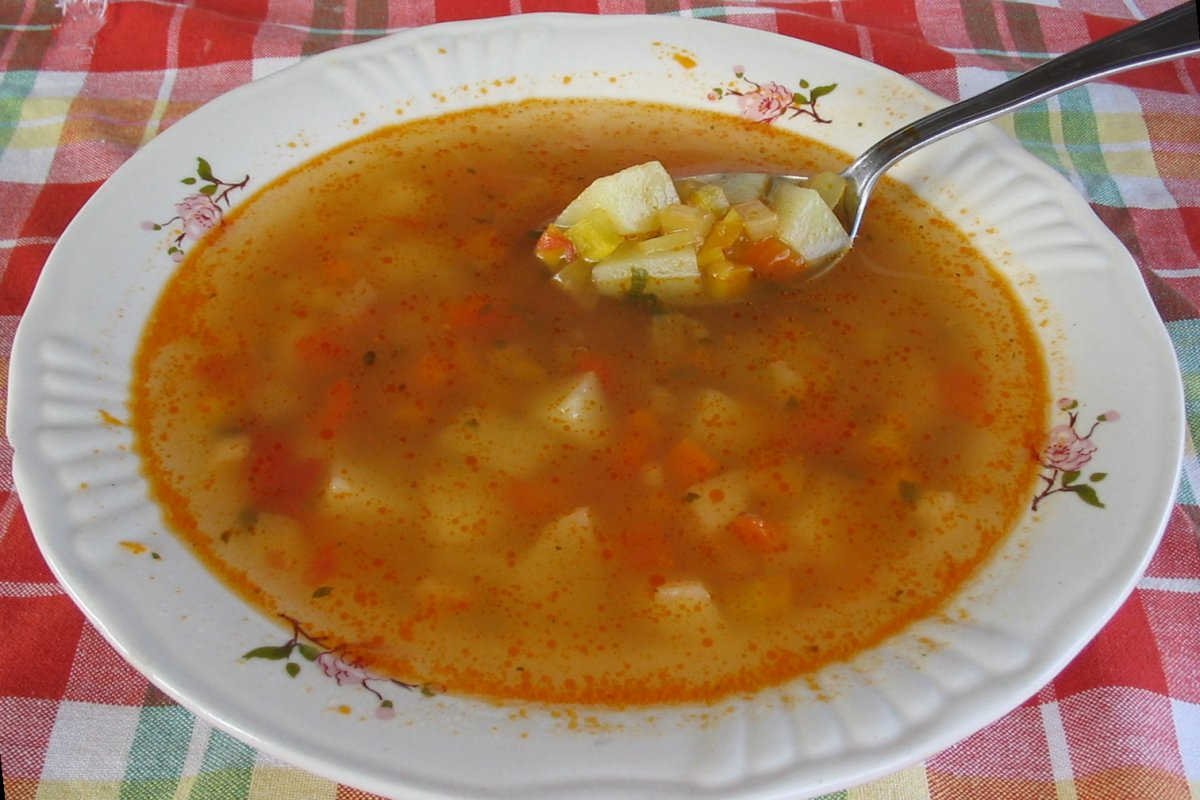
ルーマニアのジャガイモのスープ
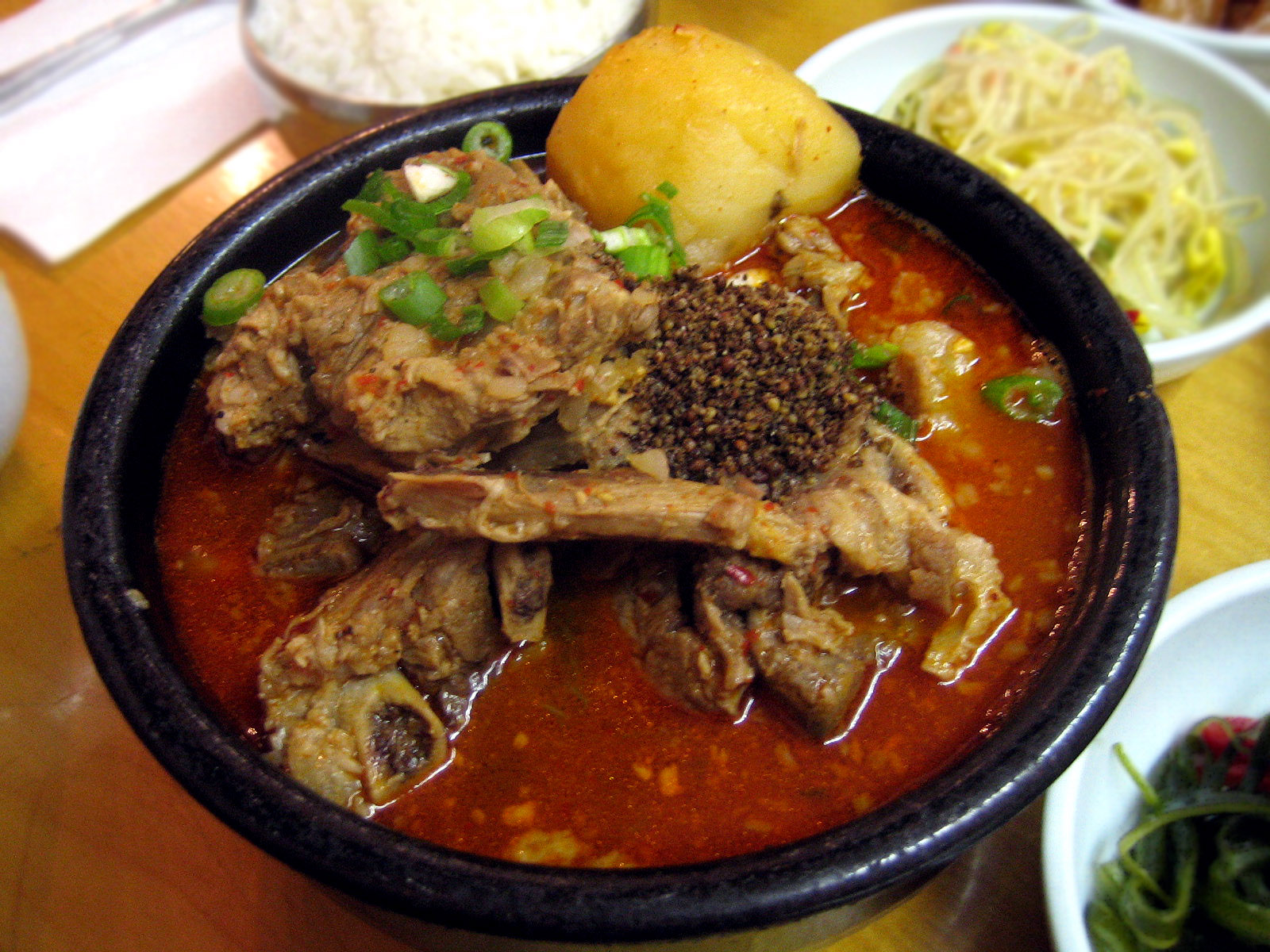
カムジャタン 朝鮮料理
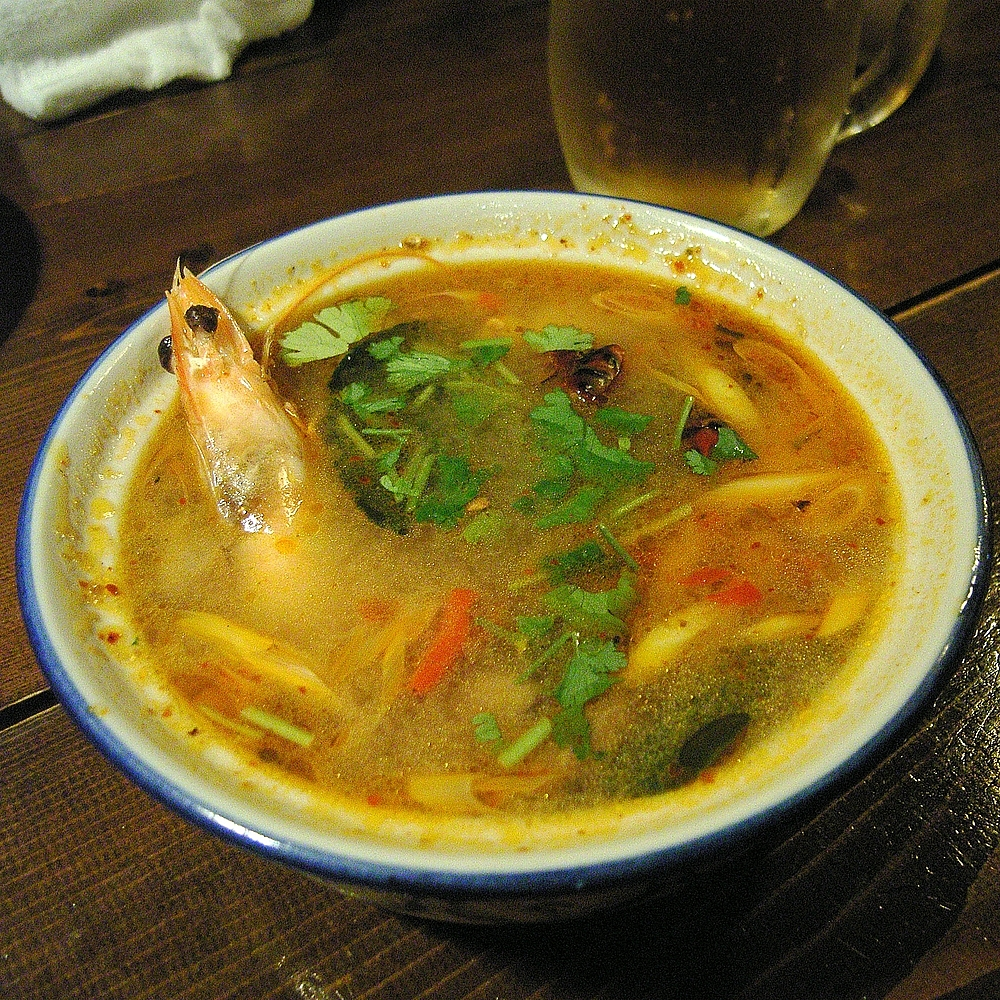
トムヤムクン タイ料理
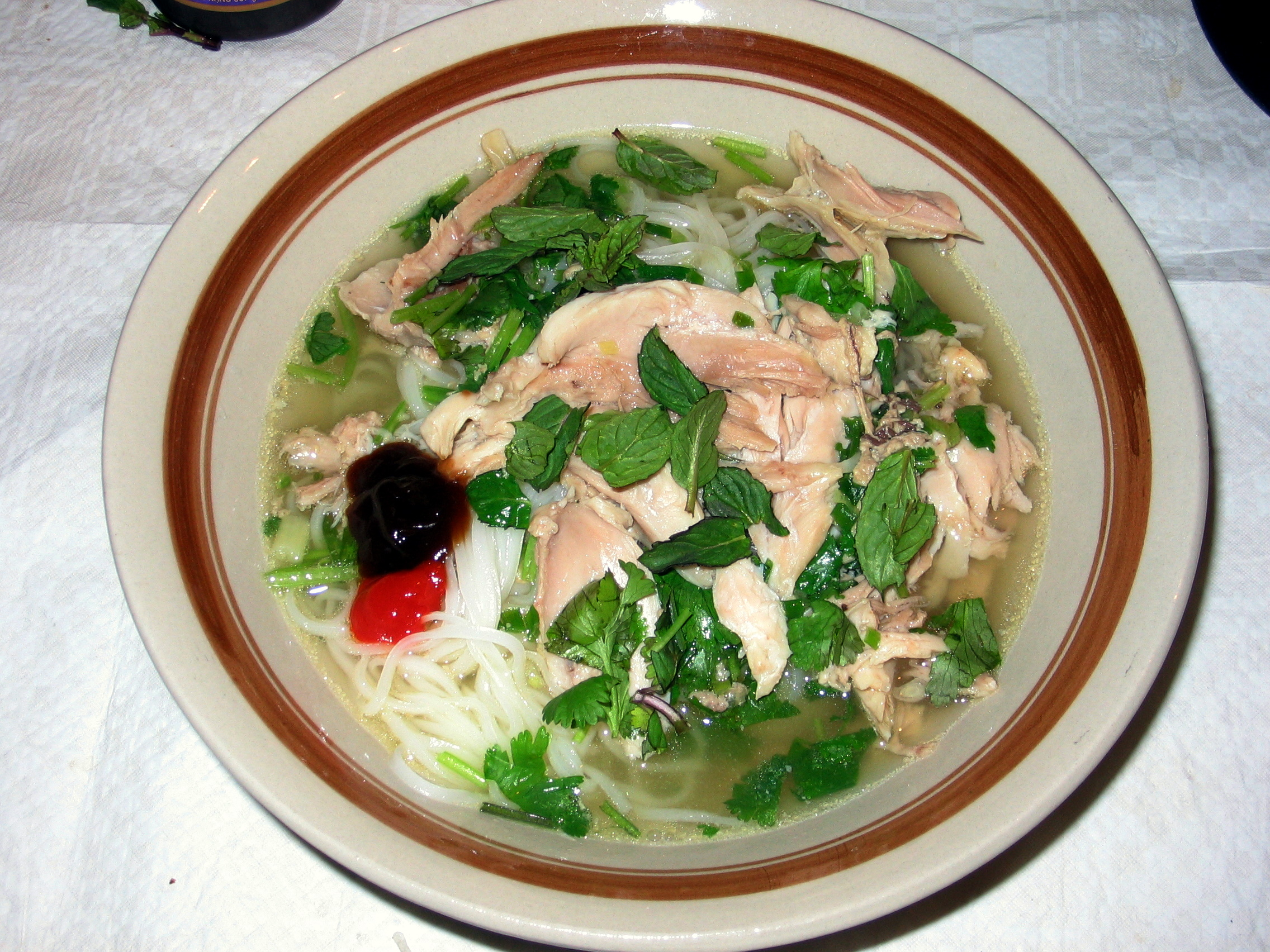
鶏のフォー ベトナム料理
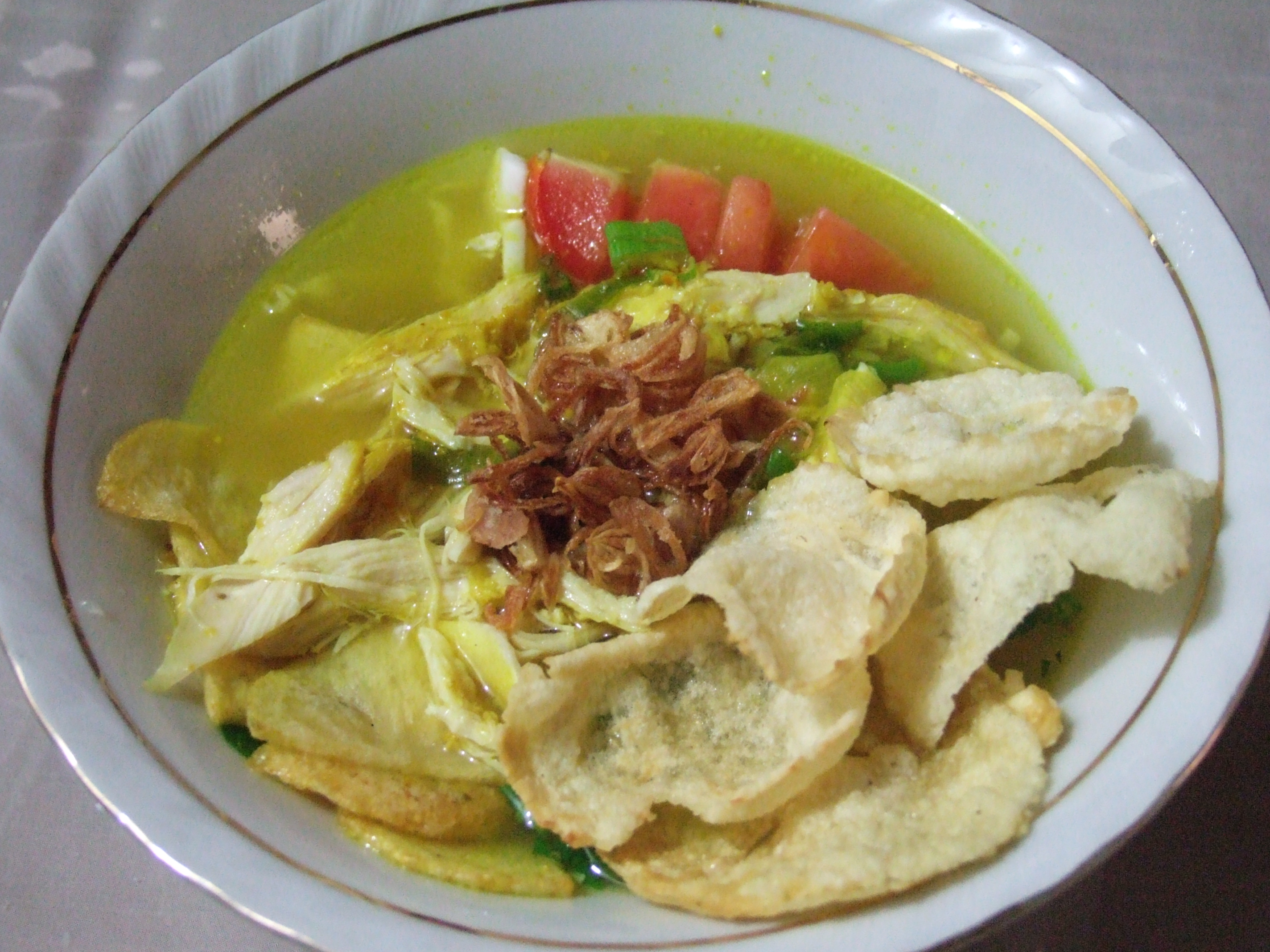
ソトアヤム インドネシア料理
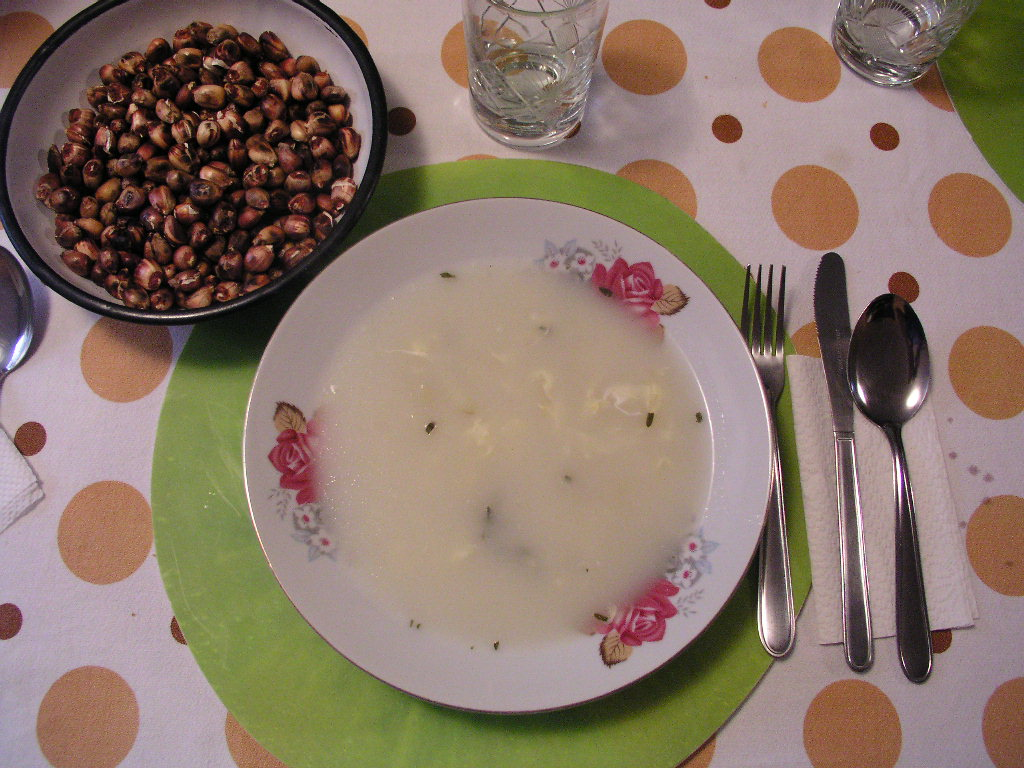
ジャガイモとチーズと乳のスープ、ヤクチュペ（スペイン語版） ペルー料理
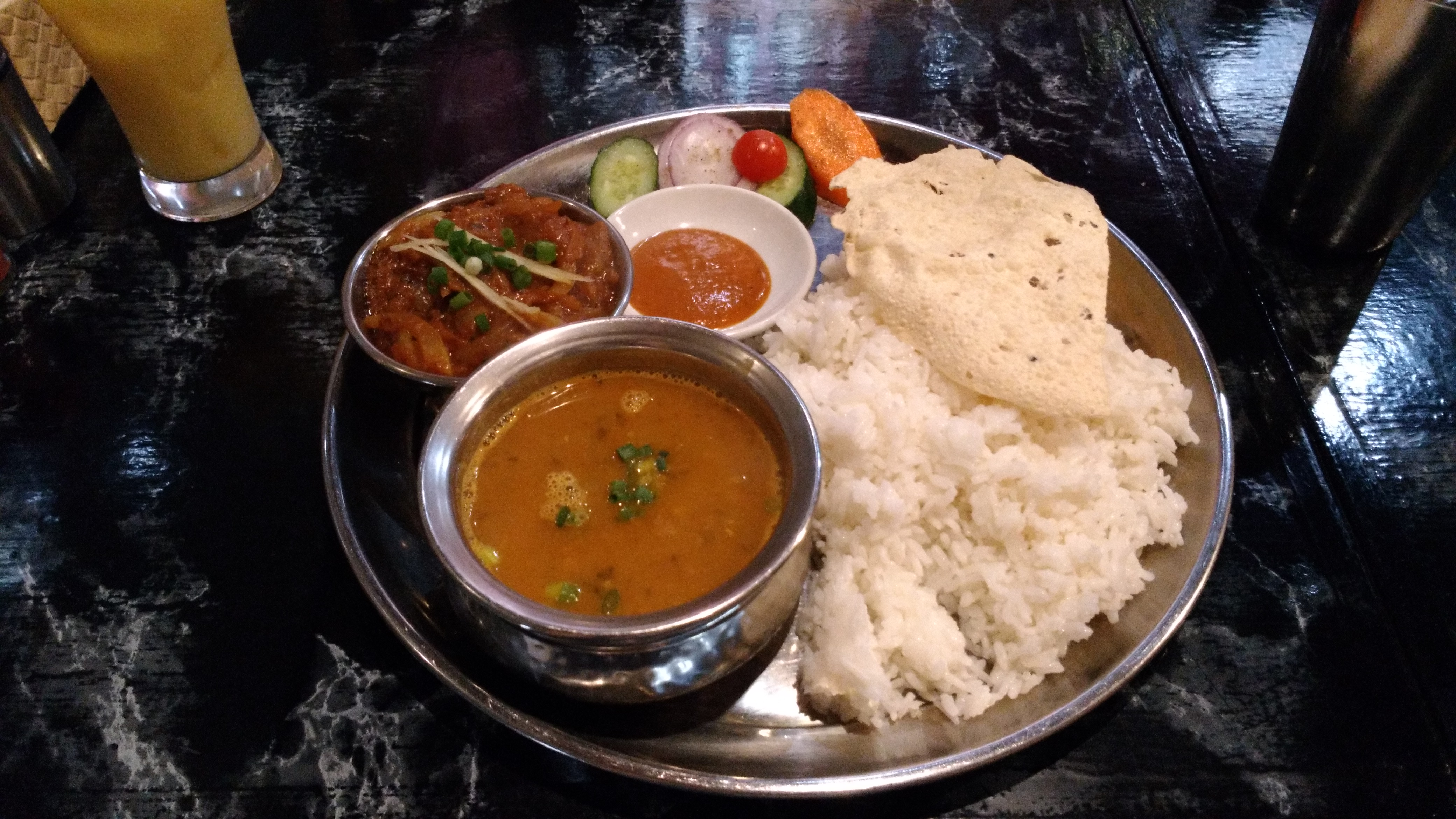
ネパール式の定食であるダルバートに必ず含まれるダルのスープ（写真左手前）

## スープを題材にした楽曲
- 「キャロットスープの歌」（歌・作詞・作曲：谷山浩子）
- 「シンデレラのスープ」（作詞：小黒恵子、作曲：中村勝彦、NHKおかあさんといっしょ）
- 「CHINESE SOUP」（歌・作詞・作曲：荒井由実）
- 「土曜日のタマネギ」（歌：斉藤由貴、作詞：谷山浩子、作曲：亀井登志夫　歌われているのは厳密にはポトフ）
- 「本日のスープ」（歌：大泉洋 with STARDUST REVUE、作詞：大泉洋、作曲：根本要）
- 「見逃してくれよ」（歌：小泉今日子、作詞：活発委員会、作曲：加藤英彦、クノールカップスープCMソング）
- 「LOVE is SOUP」（歌：チャットモンチー、作詞：福岡晃子、作曲：橋本絵莉子　曲の終盤に阿波踊りのリズムを取り入れている）
- 「オニオングラタンスープのうた」（歌・作詞・作曲：歌うキッチン）
- 「オニオンスープ」（歌：ポルノグラフィティ、作詞：新藤晴一、作曲：新藤晴一）
- 「君のスープを」（歌：加山雄三、作詞：岩谷時子、作曲：弾厚作）
- 「あったかいんだからぁ♪」（歌・作詞・作曲：クマムシ）
- 「Soup (松本梨香の曲)」（歌：松本梨香、作詞：森田健、作曲：森田健、編曲：菊池裕）
- 「Soup (藤原さくらの曲)」（歌：藤原さくら、作詞・作曲：福山雅治）